# Kepler-62e
Kepler-62e, är en exoplanet som ligger i omloppsbana kring stjärnan Kepler-62 i Lyrans stjärnbild. Den upptäcktes den 18 april 2013 med hjälp av Keplerteleskopet. Planeten uppges vara 1,6 gånger så stor som Jorden, och många forskare menar att det är en stenplanet där vatten kan förekomma.

### Fotnoter
1. 1 2 3 4  ”www.exoplanet.eu”. http://exoplanet.eu/catalog/kepler-62_e/. Läst 1 oktober 2019.
2. ↑  Martin Mederyd Hårdh (26 juli 2015). ”Här är planeterna som är mest lika Jorden”. Svenska dagbladet. http://www.svd.se/har-ar-planeterna-som-ar-mest-lika-jorden. Läst 1 september 2015.